# فونتسيرا حلقي الذيل
فونتسيرا حلقي الذيل، ولا يزال يُعرف محليًا باسم نمس حلقي الذيل (Galidia elegans)، هو حيوان من الفلنوكيات المنتمية إلى فُصيلة العُريسية Galidiinae، وهو حيوان لاحم موطنه مدغشقر. وهو النوع الوحيد في جنس ابن عُريس Galidia.

## التصنيف والتأثيل
هناك الكثير من الخلاف حول وضع الحيوانات آكلة اللحوم في مدغشقر، بما في ذلك فونتسيرا حلقي الذيل، داخل شجرة النشوء والتطور. ذكرت دراسة أجريت عام 2003 على أن آكلات اللحوم الملغاشية تطورت من سلف واحد من النمسيات.
غاليديا جنس أحادي النمط، ويعني حرفيًا "ابن عرس الصغير"، وهي صيغة تصغير من غالي galē (γαῆ، "ابن عرس" في اليونانية القديمة). الاسم المحلي الشائع له هو فونتسيرا مينا، "فونتسيرا الحمراء" باللغة الملغاشية.

## الوصف
إن الفونتسيرا حلقي الذيل صغير نسبيًا ولكنه أكبر عضو في فُصيلة العُريسيات Galidiinae. يبلغ طوله عادةً من 32 إلى 38 سم (12.5 إلى 15 بوصة) ويزن 700 إلى 900 جرام فقط (25 إلى 32 أونصة). جسمه طويل ونحيل، ورأسه مستدير له خطم مدبب. لون جسمه أحمر غامق والأقدام سوداء. وكما يوحي اسمه، فإن ذيله الكثيف مغطى بحلقات سوداء وحمراء ويشبه ذيل الباندا الأحمر.
يتميز الفونتسيرا حلقي الذيل برشاقته الفائقة وتسلقه الممتاز. وهو مرح للغاية وينشط خلال النهار. موئله الغابات الرطبة. يعتمد نظامه الغذائي في الغالب على الثدييات الصغيرة واللافقاريات والأسماك والزواحف والبيض، لكنه يأكل أحيانًا الحشرات والفواكه.
انخفضت أعداد الفونتسيرات حلقية الذيل بنسبة 20% خلال الفترة 1989-1999 بسبب فقدان الموائل. هناك مشكلة أخرى وهي التنافس مع الزباد الهندي الصغير (Viverricula indica).

## روابط خارجية
- Animal Diversity Web Ring-tailed mongoose
- Malagasy ring-tailed mongoose (Galidia elegans) - ARKive.org

قالب:Feliformia